# جيمسون مارفن
جيمسون مارفن (بالإنجليزية: Jameson Marvin)‏ هو ملحن أمريكي، ولد في 1941.

## وصلات خارجية
- الموقع الرسمي
- جيمسون مارفن على موقع ميوزك برينز (الإنجليزية)